# Roberto García
Roberto García (Reynosa, 26 marzo 1980) è un pugile messicano.
Soprannominato "La Amenaza", ha un record di 27-2.